# Gasparo Zanetti
Gasparo Zanetti (né après 1600 et mort en 1660) est un professeur de violon et compositeur italien de la période baroque, qui a vécu et travaillé à Milan.

## Biographie et œuvre
Les informations sur la vie de Gasparo Zanetti sont limitées à l'unique œuvre connue et une transcription. En 1626, il publie une version à deux voix d'une canzone originellement à trois de Rivolta. Zanetti est surtout connu pour un texte important au regard de l'histoire, compilé pour les violonistes en herbe, Il scolaro per imparar a suonare di violino et altri strumenti, publié en 1645 avec Carlo Camagno à Milan. Il s'agit d'un recueil de danses, le plus souvent pour deux violons, alto et basse continue. Chaque danse est nommée d'après une famille noble de Milan ou un musicien. Le recueil a été redécouvert au début du XIXe siècle par Peter Lichtenthal, et réimprimé par lui.
L'intérêt pédagogique est constitué par l'accompagnement, pour chaque danse, d'une tablature qui comprend les doigtés (tous dans la première position) pour tous les instruments à cordes, ainsi que la lettre « P » pour le poussé (Pontar in sù) et « T » pour le tiré (Tirare in giù), modélisé par Francesco Rognoni Taeggio dans son Selva di varii passagi... (1620),. Seules deux copies de l'édition originale sont actuellement connues : un exemplaire possédé par la Bibliothèque nationale de France à Paris, l'autre se trouvant à la Biblioteca del Conservatorio de Florence.

## Enregistrement
- Il Scolaro... per imparare a suonare di violino - 1600 - Concerto italiano, dir. Rinaldo Alessandrini (mars 2011, Naïve OP 30531) Une seule pièce.